# ミエゾウ
ミエゾウ（Stegodon miensis ステゴドン・ミエンシス）は、約400万年前〜300万年前に日本の九州から関東地方にかけて生息していた古代ゾウ。伊勢国河芸郡明村（現在の三重県津市ないし亀山市）で初めて発見されたのでミエゾウと名づけられた。なお、本種を記載した松本彦七郎が当初命名した和名は「ミヘステゴドン」であったが、後にミエゾウと改名された。全長8メートル、高さ4メートルの大型のゾウで、日本国内で見つかっている陸生哺乳類の中では最大である。中国のコウガゾウとは同種もしくは近縁とされている。三重県内十数か所で化石（臼歯や切歯）が発掘されているが、全身骨格はまだ発見されていない。2009年4月30日から5月9日にかけて、三重県鈴鹿市の御幣川で三重県立博物館による足跡の発掘調査が行われた。
2014年（平成26年）に開館した三重県総合博物館では、日本各地で見つかったミエゾウ化石を収集して全身骨格を展示している。また、同博物館の建設現場からは、2011年5月2日にミエゾウの足跡化石45点が見つかったと発表され、鈴木英敬三重県知事も視察に訪れている。
2016年（平成28年）5月、日本地質学会は47都道府県の「県の石」を選定し、ミエゾウを「三重県の化石」に選定した。

## 発掘記録
- 1918年（大正7年）：三重県河芸郡明村（現在の津市芸濃町の津市立明小学校付近[4]）で臼歯のついた大きなゾウの左下顎骨の化石が発見された。発見者は当時道路工事中の作業員の鈴木仁夫。